# Транспорт в Тайланд
Тайланд има добре развита транспортна инфраструктура.
Връзките между градове, забележителности и туристически центрове са добре оформени. Шосейната мрежа се състои от 64 хил. км автомобилни пътища, а железопътната – от 3,9 хил. км линии. Вътрешните полети са достъпни и удобни, като скъсяват времето на пътуване. Има много вътрешни превозвачи, които обслужват големите градове в провинцията, а полетите до съседните държави са много по-евтини, ако се резервират от Тайланд.

## Железопътен транспорт
На достъпни цени с влак може да се стигне от Банкок до всяка точка от вътрешността на страната. Има редовна жп линия от Банкок до Сингапур през Малайзия. Експресните влакове са 3 категории – първа (с климатик), втора с климатик и втора с вентилатор.

## Воден транспорт
Водният транспорт е много добре развит. Общата дължина на вътрешните водни пътища е 4 хил. км. Главни пристанища са Банкок, Пукет, Сатахип. Там акостират повечето плавателни съдове, идващи от други държави. Въпреки красотата на крайбрежията в Тайланд яхтеният туризъм се развива по-бавно в сравнение с други места като някои от причините за това са липсата на инфраструктура и недостатъчната реклама. Наемането на яхта, така популярно в Средиземноморието и Карибите, набира популярност и в Тайланд.
Предлагат се както стандартни круизи с яхта, така и приключенски круизи. Тези плавания се осъществяват в морето, където по-вероятно ще срещнете традиционните лодки с дълги опашки (longtail boats), от който може дори да купите част от улова на дружелюбните местни рибари, отколкото някой друг плавателен съд. Или откриването на малки островни групички.
Моторните лодки предлагат места за 10 до 20 души, като се правят еднодневни плавания да някой отдалечен остров с непокътната от човека плажна ивица. За около 2 часа плаване може да се достигне първия такъв остров, ако се тръгва от Пукет, а ако от Патая това става дори за по-малко време.

## Транспорт в Бангкок
Има и автобуси с климатици за дълги разстояния, които свързват всички главни градове. Съществуват и алтернативни начини на придвижване като наемане и ползване на провинциални и градски автобуси, рикши, велосипеди, лодки и автомобили под наем. Придвижване в града: такситата са с фиксирани тарифи – 35 бата за първите 2 км и по 5 бата за всеки следващ. Ако се минава през платен участък, пътникът плаща таксата за него. Когато таксито няма апарат за отчитане - цената трябва да се договори преди тръгването. Тя зависи от разстоянието, трафика, времето /, ако вали, цената ще се качи/ и умението за пазарене на наемащият. Обикновено тарифите са между 50 и 200 бата. Шофьорите в Бангкок се сменят около 15:30 – 16:00 ч., така е възможно да откажат да качат клиент в този интервал. Не се очаква бакшиш от страна на пътника, но е проява на добър жест, ако се остави такъв. Многоцветните открити триколки тук-тук са удобен, евтин и атрактивен начин за придвижване на по-кратки разстояния, като обикновено може да се возят 2-ма пътника; цената се договаря преди това и обикновено е до 200 бата на курс.
Градските автобуси са значително евтин начин да се разгледа града /билетите започват от 10 бата на човек и зависят от пропътуваното разстояние/, обхващат цялата градска част и някои от тях са снабдени с климатик, но поради ниските цени често са претъпкани в пиковите часове. По най-популярните маршрути може да се хване микробус /с климатик/, цената на билета е между 10 и 25 бата, а седящото място е гарантирано. Банкокското метро, което е напълно обновено, и въздушният влак /Skytrain/ са друг начин за придвижване в рамките на града съответно срещу 10 бата и между 10 и 40 бата на човек. Използването на такситата мотопеди и мотори е уникален за Тайланд начин да се измъкнете бързо от задръстванията, като цената за курса трябва да се уговори предварително. Интересни са и речните таксита – лодки, срещу 5-20 бата може да се стигне до северното предградие Нонтабури. Съществува възможност и за наемане на автомобил, за което се изисква международна шофьорска книжка.
Придвижване извън Бангкок – няколко са начините за това.
- Такси – само в Бангкок, Чианг Май и Хат Яй има таскита с фиксирана тарифа. За останалите градове тарифата трябва да се договаря преди качването, като тя не бива да надхвърля 200 бата, освен ако не се ходи до някое отдалечено градче, извън обсега на града.
- Сонгтай /songthaews/ – бусове с 2 реда седалки отзад /буквалният превод означава „2 реда“/ – за градовете извън Бангкок те са еквивалент на градските автобуси, като обхващат най-популярните маршрути и имат фиксирана тарифа между 20 и 40 бата. Ако групата, която пътува е голяма си струва да се наеме сонгтай.
- Рикша – тези триколесни велосипеди са удобни за предвиждане на къси разстояния за 1 до 2 души, като отново цената отново трябва да се договори преди качването; обикновени е около 30-60 бата.
- Тук-тук е моторизираната версия на рикшата, която е много популярна сред туристите, въпреки че е доста шумна и неудобна за тежкия трафик и през дъждовния сезон. Тарифа: 30-60 бата.
- Може да се наеме мотопед или мотоциклет – лесно достъпни, особено в крайморските курорти. Средната цена за наем на ден е 200-300 бата.
- Наемането на автомобил също е удобен начин за придвижване; пътищата са добри и има множество табели и указания.